# Polynema calceatiscapus
Polynema calceatiscapus är en stekelart som först beskrevs av Soyka 1940.  Polynema calceatiscapus ingår i släktet Polynema och familjen dvärgsteklar. Inga underarter finns listade i Catalogue of Life.